# آمیزه‌پروردگی
در زیست‌شناسی فرایند رشد اندامگان با استفاده از ترکیب مواد آلی و مواد معدنی را آمیزه‌پروردگی (انگلیسی: Mixotroph) می‌گویند.
آمیزه‌پرورده‌ها، مواد مغذی معدنی و مواد مغذی جانداران عالی به‌طور همزمان استفاده می‌کنند.

## نمونه
سویه‌های سیانوباکتریایی جدا شده از مناطق آلوده به نفت با افزایش زیست‌تودهٔ خود، آسیب ناشی از کاهش مقدار فتوسنتز و کلروفیل ناشی از تنش نفت را جبران کرده و در مقابل این تنش مقاومت می‌کنند. این پاسخ منجر به تغییر فلورسیانوباکتریایی به‌سمت سویه‌های مقاوم و میکسوتروف است که علاوه بر فتوسنتز قادر به استفاده از هیدروکربن‌های نفتی به‌عنوان منبع انرژی است و در نتیجه با غلبه بر افت انرژی ناشی از کاهش فتوسنتز و حتی افزایش بهره‌وری کسب انرژی نسبت به گونه‌های مناطق غیرآلوده، انرژی لازم برای رشد و گسترش خود را فراهم سازند.